# بيلي غيبونز
بيلي غيبونز (بالإنجليزية: Billy Gibbons)‏ (و. 1949  م) هو عازف قيثارة، ومغني أمريكي، ولد في هيوستن، يستخدم آلات قيثارة.

## التعليم
تعلم في Margaret Long Wisdom High School ‏.

## وصلات خارجية
- بيلي غيبونز على موقع IMDb (الإنجليزية)
- بيلي غيبونز على موقع الموسوعة البريطانية (الإنجليزية)
- بيلي غيبونز على موقع ميوزك برينز (الإنجليزية)
- بيلي غيبونز على موقع رولينغ ستون (الإنجليزية)
- بيلي غيبونز على موقع إن إن دي بي (الإنجليزية)
- بيلي غيبونز على موقع أول ميوزيك (الإنجليزية)
- بيلي غيبونز على موقع ديسكوغز (الإنجليزية)
- بيلي غيبونز على موقع قاعدة بيانات الفيلم (الإنجليزية)

- بيلي غيبونز في قاعدة بيانات الأفلام على الإنترنت